# 塞亞市鎮
塞亞市鎮，曾是拉脫維亞的一個市鎮，設立於2006年，位於該國北部。人口2464人，面積227.9平方公里，人口密度約11人/km2。
2021年7月1日，塞亞市鎮并入紹爾克拉斯蒂市鎮。

## 外部連結
- 紹爾克拉斯蒂市鎮官方網站 （页面存档备份，存于） （拉脱维亚文） （英文） （俄文）